# Guerra dels Infants d'Aragó
La Guerra dels Infants d'Aragó va ser un conflicte civil castellà, amb enfrontaments col·laterals amb la Corona d'Aragó que, amb interrupcions, es produí entre 1429 i 1445.

## Antecedents
Els infants d'Aragó, hereus dels béns dels seus pares Ferran d'Antequera i Elionor d'Alburquerque a Castella, intentaren exercir el poder al regne de Castella, aprofitant-se del dèbil caràcter del seu cosí, el rei Joan II de Castella, qui desconfiant del seu entorn familiar, tenia a Álvaro de Luna y Jarana com a privat seu. Els infants estaven en desacord amb l'allunyament del poder que això els suposà i centraren tots els seus enfrontaments en apartar Álvaro de Luna i aconseguir el poder del regne.
El 1420, l'infant Enric d'Aragó protagonitzà un cop d'estat a Tordesillas, però fracassà per desavinences amb el seu germà Joan II d'Aragó. Enric fou empresonat el 1422 i alliberat el 1426, davant l'amenaça de guerra amb la Corona d'Aragó. El 1427 els infants, amb el suport del partit nobiliari aconseguiren derrocar Álvaro de Luna, però el desgovern posterior permeté el seu retorn el 1429.

## Guerra amb Aragó
Alfons el Magnànim decidí declarar la guerra a Castella per a reclamar els drets dels seus germans, Joan de Navarra, Enric i Pere d'Aragó, els quals es revoltaren dins el regne. El març de 1429 Alfons el Magnànim i el seu germà Joan es van trobar a Tudela i l'exèrcit aragonès va envair Castella, avançant per Ariza fins a Sigüenza i Hita. Van seguir combats a la zona fronterera entre el Regne de Castella i el Regne d'Aragó, fins que el mateix 1429 les Corts de Tortosa denegaren el suport econòmic al rei, i amb la mediació de la reina Maria de Castella i del cardenal Pere de Foix el Vell es signà la pau amb el tractat de Majano, el 16 de juliol de 1430, si bé a Enric li foren confiscats els seus béns de Castella i els infants continuaren la revolta fins que l'infant Pere és empresonat. Després de la rendició dels germans, foren expulsats de Castella (1432).

## Revolta nobiliària
El 1438, mort ja l'infant Pere, es produí una revolta nobiliària i els infants Joan i Enric s'hi uneixen en aliança, també, amb l'hereu de Castella, Enric IV de Castella, i la reina Maria. Aparten a Álvaro de Luna y Jarana el 1441 amb la sentència de Medina del Campo i passen a ostentar el poder fins que el 1444 perden el suport del príncep Enric i tornen a ser derrotats per Álvaro de Luna. La posterior derrota a la batalla d'Olmedo el 1445, va suposar la seva renúncia definitiva i la marxa cap a Aragó, on Enric moriria per les ferides rebudes. Tots els seus béns foren confiscats definitivament.